# Alpha Protocol
Alpha Protocol — компьютерная игра в жанре Action RPG от третьего лица, разработанная компанией Obsidian Entertainment и изданная компанией Sega летом 2010 года. В игре рассказывается о приключениях новичка в рядах агентов секретного подразделения «Альфа Протокол» Майкла Тортона.

## Сюжет
На Ближнем Востоке террористическая группировка «Аль-Самад» сбила пассажирский авиалайнер. Атака произведена с использованием новейшей ракеты американского производства. Расследование дела поручено специальному агенту Майклу Тортону. Ему удаётся выйти на след лидера «Аль-Самад», однако затем его внезапно отстраняют от заданий и предают старшие коллеги. Теперь, когда на него с подачи правительства Соединенных Штатов объявлена охота, Майкл использует Alpha Protocol — секретную программу, завербовавшую его, и начинает тайно работать для обнаружения заговора.

## Геймплей

### Боевая система
Alpha Protocol дает возможность взять под контроль Тортона с камерой от третьего лица, что позволяет игроку всегда видеть Тортона и окружающее его пространство. Так как Тортон проходил тренировку в ЦРУ, в распоряжение игрока дано владение огнестрельным оружием, рукопашный бой с элементами кэмпо и технические приспособления.
В дополнение к этому, игрок также зарабатывает очки продвижения, которые могут быть вложены в любой из десяти различных навыков в игре.
Эти навыки повышают способность Тортона использовать определенное оружие, а также дают дополнительные способности. Их можно свободно использовать, но они требуют времени на перезарядку.

### Диалоги
Alpha Protocol предоставляет возможность взаимодействия с многочисленными персонажами игры. Беседы происходят в реальном времени, тем самым давая игроку ограниченное время для ответа в ключевых «пунктах решения» диалога (похожая система диалогов была реализована в игре Fahrenheit).
Система диалога в игре — известна как «DSS» или система позиции диалога — позволяет игроку выбирать из нескольких различных отношений, или «позиций» в общении с NPC. Каждый NPC будет реагировать по-своему на эти выборы; один персонаж может испугаться агрессивной позиции, другой может найти её оскорбительной или позёрской, третий же среагирует на неё, как на само собой разумеющееся.

### Структура
Игра имеет центровую структуру, по которой Тортон должен использовать конспиративные квартиры в каждом из городов, для перехода между миссиями. В конспиративной квартире он может поменять одежду, получить доступ к шкафчику с оружием, телефонным контактам и попробовать пройти миссию. Некоторые миссии являются обязательными для развития истории, в то время как другие — дополнительные.
Игроки будут в состоянии приобретать и продавать оружие и очки продвижения в пределах домов. Города в игре представлены Римом, Москвой и Тайбеем.

## Рецензии
| Сводный рейтинг    | Сводный рейтинг                        |
| Агрегатор          | Оценка                                 |
| ------------------ | -------------------------------------- |
| GameRankings       | ПК: 73,20 % X360: 65,01 % PS3: 64,56 % |
| Metacritic         | 66/100                                 |
| Иноязычные издания |                                        |
| Издание            | Оценка                                 |
| 1UP.com            | B+                                     |
| Destructoid        | 2/10                                   |
| Eurogamer          | 7/10                                   |
| Game Informer      | 6,5/10                                 |
| GamePro            | [ 17 ]                                 |
| GameSpot           | 6/10                                   |
| GameTrailers       | 6,4/10                                 |
| IGN                | 6,3/10                                 |

### Зарубежная игровая пресса
Alpha Protocol получил неоднозначные отзывы игровых журналистов, хваливших его за уникальные и новые решения, инновационную диалоговую систему и критиковавших за обилие багов и неудачную боевую систему.
Австралийское шоу Good Game, посвящённое видеоиграм, дало на игру 2 обзора с итоговыми оценками: 7/10 и 7,5/10.

### Российская игровая пресса
Крупнейший российский портал игр Absolute Games поставил игре 58 %. Обозреватели отметили неплохую систему диалогов и развития персонажа. К недостаткам были отнесены плохо проработанный ИИ, стелс-система и прочие недоработки в игровом процессе. Вердикт: «А вот кто примет Alpha Protocol за „свою“ — вопрос на миллион. Ролевой экшен про современный мир, полный политических и корпоративных интриг, стоял особняком в океане фэнтези, древних мифов и космической фантастики. Но хорошую идею сгубило слабое исполнение. Теперь уже не важно, чья тут вина: кучи поваров на дизайнерской „кухне“, самодурствующего директора проекта или вмешавшейся Sega. Шпион „сгорел“, явка провалена».
«Игромания» поставила игре 7,5 баллов из 10, сделав следующее заключение: «Alpha Protocol — это ваш шанс почувствовать себя Джеком Бауэром, которому приходится принимать миллион жизненно важных решений в час. Как экшен приключения агента Тортона безбожно устарели, но не это главное. Ещё ни одна другая игра не давала такого ощущения контроля надо всем, что происходит вокруг. В Alpha Protocol вы решаете, с кем дружить и ругаться, кого казнить и миловать, кому помогать, а кого предавать. И приготовьтесь к тому, что не только вы будете использовать людей, но и они будут использовать вас. А главное, помните: все решения имеют последствия».
Страна Игр поставила игре 7,0 из 10 баллов. К достоинствам были причислены сценарий и проработанный сеттинг. К недостаткам были отнесены однообразный геймплей и слабые стелс-сцены. Вердикт: «Так или иначе, Alpha Protocol представляется весьма перспективным проектом, и по-человечески хочется, чтобы сотрудники Obsidian принялись за продолжение. Только перед этим обязательно провели бы работу над ошибками, а то ведь в следующий раз тухлыми яйцами закидаем!»
Лента.ру раскритиковала игру в некоторых деталях: неподходящая система планирования, плохо сделанная система прицеливания и слабый искусственный интеллект.
Игровой портал Igromost.ru поставил игре 7,5 (из 10), отметив многогранность выбора, однако не забыв указать на недостатки — «кривоватую анимацию», «весьма среднюю графику», «топорный экшен» и «примитивный стелс».

## После релиза
В июле 2010 года президент подразделения Sega West Майк Хэйс заявил, что из-за не оправдавших ожидания продаж у игры не будет продолжения, но высоко оценил концепцию Alpha Protocol.
Несмотря на свои недостатки и средние оценки критиков, игра завоевала достаточную популярность для того, чтобы к концу 2010-х годов некоторые игровые издания (Kotaku, VG247, Polygon) упоминали её как «культовую классику».
В 2019 году Alpha Protocol была удалена из интернет-магазина Steam после того, как у Sega закончились права на используемую в игре музыку. В 2024 году Alpha Protocol вернулась в продажу в сервисе цифровой дистрибьюции GOG. Эта версия получила некоторые улучшения по сравнению с той, которая продавалась ранее в цифровых магазинах. Игра получила лицензионный саундтрек, систему достижений, расширенную локализацию, а также совместимость с актуальными контроллерами и операционными системами. Несколько позднее оригинальная версия игры была возвращена в Steam.

## Интерес в России

Табличка на стене.

В России ролевая игра Alpha Protocol вызвала повышенный интерес после трейлера, в котором была продемонстрирована перестрелка в Москве. Русских игроков привлекло в трейлере не столько то, что одного из персонажей сбрасывают с крыши гостиницы «Россия» на фоне Кремля, сколько небольшая, неприметная деталь — табличка на стене. На ней написано следующее: «При пожаре воруй, убивай, еби гусей, жди ответного гудка». Эта фраза задолго до этого стала интернет-мемом. Также по сюжету герой сталкивается с русской мафией, базирующейся на яхте «Победа» с отколовшимися буквами «По» (отсылка к повести «Приключения капитана Врунгеля»), а в офисе компании Моло-Тэк висят таблички с надписью «Добро пожаловать. Посторонним вход воспрещён». Ряд обозревателей отмечали внешнее сходство персонажа телохранителя Павла Ваняева по кличке «Чемпиончик» с российским боксёром Николаем Валуевым.